# Eryk Kulm (muzyk)
Eryk Krystian Kulm, ps. „Eryś” (ur. 16 marca 1952 w Gdyni, zm. 3 listopada 2019 w Warszawie) – polski muzyk, perkusista jazzowy.

## Życiorys
Dorastał w Sopocie, gdzie uczęszczał do I Liceum Ogólnokształcącego; zaczynał jako muzyk big-beatowy – grał w harcerskim zespole estradowym Takty (1964–1968), następnie jazz m.in. w free-jazzowym tercecie w Sopocie wraz Maciejem Karłowskim i Aleksandrem Czapnikiem, w Jazz Carriers, brał udział w festiwalach jazzowych np. Jazz nad Odrą (1973), współpracował z Teatrem STU (1975). 
W 1975 wyjechał do Stanów Zjednoczonych; studiował na bostońskiej wyższej uczelni muzycznej Berklee College of Music, której nie ukończył. Grał w amerykańskich klubach jazzowych Bottom Line, Other Hand, Eric’s, Gulliver’s w Nowym Jorku, w hotelach Miami, na statkach pasażerskich pływających na Karaiby (SS Norway), w Los Angeles i Chicago, również z Krzysztofem Klenczonem. 
Do kraju wrócił w 1989, realizując się w Kwartecie Namysłowskiego i grupie „New Presentation”, uczestnicząc w festiwalach jazzowych, np. Jazz Jamboree (1989, 1991 i 1995), również za granicą. Od 1993 był organizatorem w Warszawie Harenda Jazz Festival, utworzył „Eryk Kulm Jazz Quartet” (1997). W 2018 został uhonorowany Brązowym Medalem Zasłużony Kulturze Gloria Artis.

## Życie prywatne
Syn Krystyny i Eryka Kulma (1924–1989), długoletniego (33 lata pływania) oficera rozrywkowego na MS Batory. Ojciec Eryka Kulma (ur. 1990), aktora. Pochowany na cmentarzu w Pyrach.